# Стефан Ременков
Стефан Николов Ременков (30 април 1923 – 30 октомври 1988) е български композитор и пианист.

## Биография
Ременков произхожда от учителско семейство. Баща му Николай Ременков преподава история, философия и е училищен директор. Майка му Ангелина е учителка по химия. Като дете получава уроци по пиано. На училищна възраст започва да композира. Гимназиалното си образование завършва в Кюстенджа, Румъния, където семейството му живее по това време. В началото на 1940-те години се премества от Кюстенджа в София, където живее оттогава нататък до края на жовота си. Участва във Втората световна война като войник на фронта с българската армия. След края на войната следва музика. През 1950 г. завършва Българската държавна консерватория със специалностите пиано при проф. Димитър Ненов и композиция при проф. Панчо Владигеров и проф. Веселин Стоянов. От 1950 до 1955 г. преподава музикални форми в Българската държавна консерватория като асистент на проф. Веселин Стоянов, след което специализира една година в Московската консерватория при Арам Хачатурян.
След това живее и работи в София като композитор. Пише повече от 86 опуса. Някои от тях получават награди, например „Прелюд и танц“ (1957). Повечето са публикувани  и много от най-добрите български музиканти, оркестри и хорове ги изпълняват. Балкантон издава в течение на времето три плочи с музика на Стефан Ременков, последната през 1980 г. Повече записи има Българското Национално Радио, което ги излъчва. Произведенията му включват една опера, една оперета, един мюзикъл, един балет; много инструментални произведения – симфонии, синфониета, сюити, дивертименто, концерти за пиано и оркестър, за цигулка и оркестър, за виолончело и оркестър, концертна рапсодия, прелюдии, пиано квинтет, струнен квинтет, струнни квартети, трио за духови инструменти, сонати за пиано, за цигулка и пиано, за флейта, обой и пиано, филмова музика, както и солови, хорови и детски песни.

## Произведения
Сценични
- Опера „Ганем“, 1967
- Оперета „Грешките са наши“, либрето Радой Ралин, 1966
- Мюзикъл „Принцът и просякът“, либрето по романа „Принцът и просякът“ на Марк Твен, 1973
- Балет „Непокорените“, 1971

Инструментални
- Симфония в класически стил, 1960
- Синфониета, 1960
- Детска симфония, 1961
- Симфонична поема „Фаетон“, 1966
- Симфония нр. 4, 1968
- Симфония нр. 5, 1971
- Сюити, 1952, 1970
- Сюита „От далечни страни“, 1958
- Сюите за флейта и пиано, 1976
- Дивертименто, 1962
- Концерт за пиано и оркестър нр. 1, 1953
- Концерт за пиано нр. 2, 1969
- Концертино за пиано и камерен оркестър, 1980
- Концерт за виолончело и оркестър, 1964
- Концертна фантазия за цигулка и оркестър, 1974
- Концерт за цигулка и оркестър, 1980
- Концертна рапсодия за пиано и оркестър, 1981
- Рапсодия за кларинет, 1975
- Десет прелюдии за пиано, 1956
- Прелюд и танц, 1957
- Три пиеси за пиано: Панорама, Пеперуда, Колата със сено, 1966
- Пиано квинтет
- Струнен квинтет
- Струнни квартети, 1959, 1960
- Трио за флейта, обой и фагот оп. 54
- Соната за цигулка и пиано, 1955
- Сонатина за цигулка и пиано, 1972
- Сонатина за пиано нр. 4, 1984
- Соната за флейта, обой и пиано, 1979
- Акварел и хумореска, за цигулка (или виола) и пиано, 1950
- Шест сонати за пиано, 1944, 1948, 1949, 1958, 1959 – 62, 1980

Филмова музика
- „Димитровградци“ (1956), игрален филм
- Н. Й. Вапцаров (1954), документален филм
- Ропотамо (1958), документален филм

Песни
- Марш на Първа българска армия
- „Хиперион“ за хор и оркестър по стихотворение на Михай Еминеску, 1966
- Солови песни
- Хорови песни
- Детски песни, 1968

## Награди
- Орден Кирил и Методий, 2-ра степен